# Virtus Pallacanestro Bologna 2012-2013
Questa voce raccoglie le informazioni riguardanti la Virtus Pallacanestro Bologna nelle competizioni ufficiali della stagione 2012-2013.

## Stagione
La stagione 2012-2013 della Virtus Pallacanestro Bologna, sponsorizzata fino al 14 febbraio SAIE3 e dal 24 febbraio Oknoplast, è la 75ª in Serie A.
All'inizio della nuova stagione la Lega Basket decise di modificare il regolamento riguardo al numero di giocatori stranieri da schierare contemporaneamente in campo. Si decise così di optare per la scelta della formula con 5 giocatori stranieri senza vincoli.
La Virtus riparte riconfermando l'asse play-pivot della stagione precedente, cioè Giuseppe Poeta, nominato nuovo capitano, e Angelo Gigli. Deve rinunciare però sia al suo ex capitano Petteri Koponen, andato al Khimki BC, sia a Vikt'or Sanik'idze che ha firmato per la Mens Sana Basket. Per sostituirli, e per sostituire anche Chris Douglas-Roberts che ha affermato di voler firmare un contratto NBA, la Virtus punta su Steven Smith, proveniente dal Panathinaikos Basketball Club, Kenny Hasbrouck e Ricky Minard, che aveva chiuso la stagione precedente alla Junior Casale Monferrato. Dalla panchina daranno il loro apporto: Richard Mason Rocca, ingaggiato in estate dall'Olimpia Milano, e alcuni giovani già sotto contratto con la squadra bianconera: Viktor Gaddefors, Riccardo Moraschini, Jakub Parzeński e il classe '94 Matteo Imbrò.

La Virtus parte bene, vincendo le prime tre partite contro Vanoli Cremona, Sutor Basket Montegranaro e la corazzata Olimpia Milano ma, senza Steven Smith, perde la quarta in casa contro Pallacanestro Varese.

La Virtus termina il girone d'andata all'undicesimo posto, con sei vittorie e nove sconfitte, e per questo motivo non si qualifica per le Final Eight di Milano.

Nel febbraio del 2013 la Virtus mette sotto contratto Danilo Anđušić, guardia serba che era free agent dopo la rescissione col Partizan; ma al contempo deve fare a meno di Ricky Minard, che si accasa al Beşiktaş.
Dopo l'ennesima sconfitta, contro Pallacanestro Biella, ultima in classifica, viene esonerato Alessandro Finelli: al suo posto viene chiamato Luca Bechi.
Dopo alcune settimane la Virtus trova il sostituto di Minard, Jacob Pullen, proveniente dall'Hapoel Gerusalemme B.C.. L'esordio dell'ex Biella dà subito una scossa alla squadra, che torna alla vittoria contro Reggio Emilia dopo dieci sconfitte nelle ultime dodici; grande protagonista proprio Jacob Pullen con 22 punti.
Dal 6 maggio 2013 Renato Villalta è il nuovo presidente della Virtus Pallacanestro Bologna, subentrando al dimissionario Marchesini, mentre Piergiorgio Bottai diventa amministratore delegato al posto di Claudio Sabatini. Dal 13 giugno 2013 Bruno Arrigoni in precedenza direttore sportivo della Pallacanestro Cantù subentra a Massimo Faraoni.

## Roster
| SAIE3 - Oknoplast Bologna 2012-13 | SAIE3 - Oknoplast Bologna 2012-13 |
| Giocatori                         | Staff tecnico                     |
| --------------------------------- | --------------------------------- |

| N. | Naz.                                        | Ruolo | Nome                | Anno | Alt.   | Peso   |  |
| -- | ------------------------------------------- | ----- | ------------------- | ---- | ------ | ------ |  |
| 6  | Svezia (bandiera)                           | A     | Viktor Gaddefors    | 1992 | 201 cm | 91 kg  |  |
| 7  | Italia (bandiera)                           | P     | Matteo Imbrò        | 1994 | 192 cm | 82 kg  |  |
| 8  | Italia (bandiera)                           | P     | Giuseppe Poeta (C)  | 1985 | 190 cm | 81 kg  |  |
| 9  | Italia (bandiera)                           | G     | Riccardo Moraschini | 1991 | 191 cm | 80 kg  |  |
| 11 | Stati Uniti (bandiera) · Italia (bandiera)  | C     | Richard Mason Rocca | 1977 | 204 cm | 98 kg  |  |
| 12 | Italia (bandiera)                           | C     | Angelo Gigli        | 1983 | 209 cm | 105 kg |  |
| 13 | Italia (bandiera)                           | AC    | Aristide Landi      | 1994 | 203 cm | 103 kg |  |
| 14 | Polonia (bandiera)                          | AC    | Jakub Parzeński     | 1991 | 209 cm | 98 kg  |  |
| 15 | Italia (bandiera)                           | A     | Simone Fontecchio   | 1995 | 198 cm | 91 kg  |  |
| 20 | Italia (bandiera)                           | P     | Gherardo Sabatini   | 1994 | 178 cm | 75 kg  |  |
| 24 | Stati Uniti (bandiera)                      | A     | Ricky Minard        | 1982 | 198 cm | 95 kg  |  |
| 25 | Italia (bandiera)                           | G     | Michele Vitali      | 1991 | 196 cm | 89 kg  |  |
| 30 | Stati Uniti (bandiera)                      | AC    | Steven Smith        | 1983 | 203 cm | 105 kg |  |
| 33 | Serbia (bandiera)                           | G     | Danilo Anđušić      | 1991 | 195 cm | 90 kg  |  |
| 35 | Stati Uniti (bandiera) · Georgia (bandiera) | P     | Jacob Pullen        | 1989 | 182 cm | 85 kg  |  |
| 41 | Stati Uniti (bandiera)                      | G     | Kenny Hasbrouck     | 1986 | 191 cm | 88 kg  |  |
| -  | Italia (bandiera)                           | G     | Mattia De Ruvo      | 1994 | 193 cm |        |  |
| -  | Italia (bandiera)                           | A     | Matteo Ghiacci      | 1995 | 185 cm |        |  |
| -  | Italia (bandiera)                           | G     | Federico Guazzaloca | 1994 | 187 cm | 72 kg  |  |
| -  | Italia (bandiera)                           | G     | Giacomo Luppi       | 1995 | 184 cm | 74 kg  |  |
| -  | Italia (bandiera)                           | P     | Matteo Millina      | 1994 | 179 cm |        |  |
| -  | Italia (bandiera)                           | G     | Davide Morisi       | 1995 | 186 cm | 77 kg  |  |
| -  | Rep. Ceca (bandiera)                        | C     | Adam Pecháček       | 1995 | 207 cm | 105 kg |  |
| -  | Italia (bandiera)                           | P     | Filippo Tinti       | 1995 | 172 cm | 68 kg  |  |
| -  | Italia (bandiera)                           | A     | Tommaso Torriglia   | 1995 | 193 cm |        |  |
| -  | Italia (bandiera)                           | P     | Alessio Tugnoli     | 1994 | 180 cm |        |  |

| Allenatore                                                                              |
| - Alessandro Finelli (fino al 4 marzo) - Luca Bechi (dal 5 marzo)                       |
| Assistente/i                                                                            |
| - Daniele Cavicchi - Christian Fedrigo - Guido Martinolli Legenda - (C) Capitano Roster |

### Staff tecnico e dirigenziale
- Allenatore: Luca Bechi (dal 5 marzo)
- Allenatore: Alessandro Finelli (fino al 4 marzo)
- Vice allenatore: Daniele Cavicchi
- Vice Allenatore: Christian Fedrigo
- Assistente Allenatore: Guido Martinolli
- Preparatore Atletico: Sandro Bencardino
- Medico: Roberto Rimondini
- Ortopedico: Alessandro Lelli
- Fisioterapista: Andrea Nobili
- Fisioterapista: Iacopo Marzocchi

- Presidente: Alberto Marchesini
- Amministratore Delegato: Claudio Sabatini
- General Manager: Massimo Faraoni
- Direttore Sportivo: Luigi Terrieri
- Responsabile Marketing: Paolo Alberti
- Addetto stampa: Alessandro Cillario
- Segreteria: Rosa Festa
- Ufficio marketing: Emanuele Rossano
- Responsabile statistiche Lega: Christian Negro
- Responsabile Settore Giovanile: Giordano Consolini
- Resp.le Org.vo Settore Giovanile: Alessandro Pasi

## Mercato

### Sessione estiva
| Arrivi | Arrivi               | Arrivi            | Arrivi        |
| R      | Nome                 | da                | Modalità      |
| ------ | -------------------- | ----------------- | ------------- |
| A      | Viktor Gaddefors     | Scandone Avellino | fine prestito |
| A      | Ricky Minard         | Junior Casale     | definitivo    |
| C      | Richard Mason Rocca  | Olimpia Milano    | definitivo    |
| AC     | Steven Smith         | Panathīnaïkos     | definitivo    |
| G      | Kenny Hasbrouck      | EWE Oldenburg     | definitivo    |
| G      | Riccardo Moraschini  | Sant’Antimo       | fine prestito |
| P      | Matteo Imbrò         | Virtus Siena      | definitivo    |
| AG     | Giulio Gazzotti      | Latina Basket     | fine prestito |
| G      | Matteo Negri         | Aquila Trento     | fine prestito |
| PG     | Gabriele Spizzichini | Virtus Siena      | fine prestito |
| AG     | Luca Fontecchio      | PMS Torino        | fine prestito |
| AC     | Filippo Baldi Rossi  | Perugia Basket    | fine prestito |

| Partenze | Partenze              | Partenze            | Partenze       |
| R        | Nome                  | a                   | Modalità       |
| -------- | --------------------- | ------------------- | -------------- |
| PG       | Petteri Koponen       | Chimki              | fine contratto |
| P        | Luca Vitali           | Vanoli Cremona      | fine contratto |
| G        | Ivan Paunić           | Azov. Mariupol'     | fine contratto |
| GA       | Deividas Gailius      | Neptūnas Klaipėda   | fine contratto |
| A        | Vikt'or Sanik'idze    | Mens Sana Siena     | fine contratto |
| AC       | Francesco Quaglia     | Viola R. Calabria   | fine contratto |
| C        | Kris Lang             | Free agent          | fine contratto |
| GA       | Chris Douglas-Roberts | L.A. Lakers         | fine contratto |
| A        | Dan Werner            | Zaporižžja          | fine contratto |
| AG       | Giulio Gazzotti       | Pall. Lucca         | prestito       |
| G        | Matteo Negri          | Pall. Lucca         | prestito       |
| PG       | Gabriele Spizzichini  | Kleb Ferrara        | prestito       |
| AG       | Luca Fontecchio       | Viola R. Calabria   | fine contratto |
| P        | Matteo Fantinelli     | Primavera Mirandola | fine contratto |
| P        | Jonathan Person       | 08 Stockholm        | fine contratto |
| AC       | Filippo Baldi Rossi   | PMS Torino          | prestito       |

### Dopo l'inizio della stagione
| Acquisti | Acquisti        | Acquisti       | Acquisti         | Acquisti      |
| R.       | Nome            | da             | data             | Modalità      |
| -------- | --------------- | -------------- | ---------------- | ------------- |
| AG       | Giulio Gazzotti | Pall. Lucca    | 5 gennaio 2013   | fine prestito |
| G        | Danilo Anđušić  | Partizan       | 22 febbraio 2013 | definitivo    |
| ALL      | Luca Bechi      | Free agent     | 5 marzo 2013     | definitivo    |
| P        | Jacob Pullen    | H. Gerusalemme | 15 marzo 2013    | definitivo    |

| Cessioni | Cessioni           | Cessioni      | Cessioni         | Cessioni    |
| R.       | Nome               | a             | data             | Modalità    |
| -------- | ------------------ | ------------- | ---------------- | ----------- |
| PG       | Michele Vitali     | B.blù Bologna | 18 novembre 2012 | rescissione |
| AG       | Giulio Gazzotti    | Kleb Ferrara  | 5 gennaio 2013   | prestito    |
| A        | Ricky Minard       | Beşiktaş      | 22 febbraio 2013 | rescissione |
| ALL      | Alessandro Finelli | Free agent    | 4 marzo 2013     | rescissione |

## Risultati

### Serie A

#### Regular Season

##### Girone di andata
| Arbitri: | Giampaolo Cicoria (Milano) Saverio Lanzarini (Bologna) Massimiliano Barni (Conegliano) |

|                                |            |                                 |
| Jacksons 15 Harris 15 Kotti 10 | Punti      | 19 Minard 18 Hasbrouck 15 Smith |
| Vitali 6                       | Assist     | 8 Poeta                         |
| Kotti 8                        | Rimbalzi   | 7 Smith                         |
| Attilio Caja                   | Allenatori | Alessandro Finelli              |

| Arbitri: | Roberto Begnis (Crema) Luca Weidmann (Campobasso) Guido Federico Di Francesco (Teramo) |

|                                |            |                                       |
| Hasbrouck 16 Gigli 12 Smith 12 | Punti      | 18 Hairston 13 Langford 11 Mpourousīs |
| Hasbrouck, Imbrò 3             | Assist     | 3 Cook                                |
| Rocca 8                        | Rimbalzi   | 13 Mpourousīs                         |
| Alessandro Finelli             | Allenatori | Sergio Scariolo                       |

| Arbitri: | Giampaolo Cicoria (Milano) Marco Giansanti (Roma) Emanuele Aronne (Viterbo) |

|                                 |            |                                    |
| Steele 22 Cinciarini 13 Slay 10 | Punti      | 19 Hasbrouck 15 Gigli 14 Gaddefors |
| Cinciarini, Johnson 3           | Assist     | 6 Poeta                            |
| Burns, Mazzola 7                | Rimbalzi   | 10 Gigli                           |
| Carlo Recalcati                 | Allenatori | Alessandro Finelli                 |

| Arbitri: | Gianluca Mattioli (Pesaro) Carmelo Lo Guzzo (Pisa) Lorenzo Baldini (Firenze) |

|                                     |            |                             |
| Hasbrouck 19 Gigli 15 Moraschini 11 | Punti      | 19 Ere 17 Polonara 11 Banks |
| Hasbrouck, Imbrò, Poeta 1           | Assist     | 2 Banks, Polonara           |
| Gigli 14                            | Rimbalzi   | 10 Ere                      |
| Alessandro Finelli                  | Allenatori | Francesco Vituccii          |

| Arbitri: | Roberto Chiari (Ponzano Veneto) Luca Weidmann (Campobasso) Alessandro Terreni (Vicenza) |

|                                        |            |                             |
| Richardson 23 Mavraides 14 Dragović 14 | Punti      | 19 Gigli 19 Smith 16 Minard |
| Shakur 6                               | Assist     | 4 Minard                    |
| Ebi 7                                  | Rimbalzi   | 10 Minard                   |
| Giorgio Valli                          | Allenatori | Alessandro Finelli          |

| Arbitri: | Gianluca Mattioli (Pesaro) Saverio Lanzarini (Bologna) Gianluca Calbucci (Pomezia) |

|                                        |            |                                    |
| Minard 35 Poeta 10 Moraschini, Smith10 | Punti      | 23 Robinson 16 Brackins 14 Mavunga |
| Poeta 4                                | Assist     | 2 Jaramaz, Robinson                |
| Minard 7                               | Rimbalzi   | 7 Brackins                         |
| Alessandro Finelli                     | Allenatori | Massimo Cancellieri                |

| Arbitri: | Giampaolo Cicoria (Milano) Massimiliano Filippini (San Lazzaro) Denny Borgioni (Roma) |

|                                    |            |                              |
| Mordente 14 Maresca 12 Akindele 10 | Punti      | 22 Poeta 8 Rocca 7 Hasbrouck |
| Jonušas 3                          | Assist     | 2 Poeta                      |
| Akindele 13                        | Rimbalzi   | 13 Rocca                     |
| Stefano Sacripanti                 | Allenatori | Alessandro Finelli           |

| Arbitri: | Gianluca Mattioli (Pesaro) Saverio Lanzarini (Bologna) Gianluca Sardella (Rimini) |

|                                 |            |                                       |
| Taylor 20 Jeremić 17 Brunner 14 | Punti      | 14 Hasbrouck 12 Poeta 12 Gigli, Smith |
| Brunner, James, Taylor 3        | Assist     | 2 Hasbrouck, Poeta                    |
| Taylor 8                        | Rimbalzi   | 9 Gigli                               |
| Massimiliano Menetti            | Allenatori | Alessandro Finelli                    |

| Arbitri: | Roberto Begnis (Crema) Alessandro Vicino (Argelato) Lorenzo Baldini (Firenze) |

|                                 |            |                                       |
| Hasbrouck 22 Smith 16 Minard 13 | Punti      | 23 Datome 17 D'Ercole 11 Jones, Lawal |
| Hasbrouck 6                     | Assist     | 4 Taylor                              |
| Smith 8                         | Rimbalzi   | 8 Jones                               |
| Alessandro Finelli              | Allenatori | Marco Calvani                         |

| Arbitri: | Luigi Lamonica (Roseto degli Abruzzi) Mauro Pozzana (Udine) Massimiliano Barni (Conegliano) |

|                                 |            |                                     |
| Poeta 14 Minard 13 Hasbrouck 11 | Punti      | 17 Cavaliero 14 Crosariol 7 Barbour |
| Poeta 2                         | Assist     | 4 Barbour                           |
| Rocca 13                        | Rimbalzi   | 11 Crosariol                        |
| Alessandro Finelli              | Allenatori | Zare Markovski                      |

| Arbitri: | Giampaolo Cicoria (Milano) Paolo Quacci (Albuzzano) Alessandro Martolini (Roma) |

|                              |            |                               |
| Bulleri 13 Young 13 Magro 10 | Punti      | 10 Gigli 10 Hasbrouck 9 Poeta |
| Bowers, Young 2              | Assist     | 2 Gaddefors, Poeta            |
| Bowers 9                     | Rimbalzi   | 5 Gaddefors                   |
| Andrea Mazzon                | Allenatori | Alessandro Finelli            |

| Arbitri: | Dino Seghetti (Livorno) Carmelo Paternicò (Piazza Armerina) Guido Federico Di Francesco (Teramo) |

|                                      |            |                            |
| Smith 28 Hasbrouck 12 Gigli, Imbrò 8 | Punti      | 15 Janning 15 Moss 14 Ress |
| Moraschini 2                         | Assist     | 5 Brown                    |
| Gigli, Smith 9                       | Rimbalzi   | 6 Ress                     |
| Alessandro Finelli                   | Allenatori | Luca Banchi                |

| Arbitri: | Guerrino Cerebuch (Trieste) Mauro Pozzana (Udine) Massimiliano Duranti (Càscina) |

|                                       |            |                           |
| Thornton 18 T. Diener 17 D. Diener 17 | Punti      | 26 Poeta 10 Rocca 8 Smith |
| T. Diener 10                          | Assist     | 4 Poeta                   |
| D. Diener 5                           | Rimbalzi   | 7 Gaddefors, Smith        |
| Romeo Sacchetti                       | Allenatori | Alessandro Finelli        |

| Arbitri: | Luigi Lamonica (Roseto degli Abruzzi) Carmelo Lo Guzzo (Pisa) Alessandro Martolini (Roma) |

|                                |            |                                   |
| Hasbrouck 26 Poeta 15 Smith 10 | Punti      | 25 Viggiano 17 Gibson 15 Robinson |
| Moraschini, Poeta 3            | Assist     | 8 Reynolds                        |
| Smith 11                       | Rimbalzi   | 8 Robinson                        |
| Alessandro Finelli             | Allenatori | Piero Bucchi                      |

| Arbitri: | Roberto Begnis (Crema) Saverio Lanzarini (Bologna) Gianluca Calbucci (Pomezia) |

|                                             |            |                                |
| Leunen 16 Aradori 14 Mark'oishvili, Tabu 11 | Punti      | 15 Gaddefors 10 Poeta 10 Rocca |
| Aradori, Tabu 4                             | Assist     | 4 Moraschini                   |
| Leunen 8                                    | Rimbalzi   | 8 Rocca                        |
| Andrea Trinchieri                           | Allenatori | Alessandro Finelli             |

##### Girone di ritorno
| Arbitri: | Gianluca Mattioli (Pesaro) Massimiliano Filippini (San Lazzaro) Maurizio Biggi (Cavenago di Brianza) |

|                             |            |                                 |
| Gigli 19 Minard 19 Poeta 18 | Punti      | 28 Harris 22 Jackson 13 Johnson |
| Poeta 3                     | Assist     | 3 Harris, Johnson, Perić        |
| Gigli 12                    | Rimbalzi   | 7 Perić                         |
| Alessandro Finelli          | Allenatori | Luigi Gresta                    |

| Arbitri: | Carmelo Paternicò (Piazza Armerina) Carmelo Lo Guzzo (Pisa) Mark Bartoli (Trieste) |

|                                      |            |                                 |
| Hairston 15 Giachetti 13 Langford 13 | Punti      | 20 Poeta 15 Gigli 10 Moraschini |
| Green 7                              | Assist     | 4 Poeta                         |
| Mpourousīs 8                         | Rimbalzi   | 5 Parzeński                     |
| Sergio Scariolo                      | Allenatori | Alessandro Finelli              |

| Arbitri: | Guerrino Cerebuch (Trieste) Tolga Sahin (Messina) Evangelista Caiazza (Arzano) |

|                             |            |                                             |
| Smith 28 Minard 11 Gigli 10 | Punti      | 16 Cinciarini 16 Johnson 15 Steele, Amoroso |
| Minard, Poeta 2             | Assist     | 3 Steele                                    |
| Gigli 13                    | Rimbalzi   | 9 Amoroso                                   |
| Alessandro Finelli          | Allenatori | Carlo Recalcati                             |

| Arbitri: | Carmelo Paternicò (Piazza Armerina) Paolo Quacci (Albuzzano) Manuel Mazzoni (Grosseto) |

|                               |            |                                          |
| Dunston 20 Green 12 Šakota 11 | Punti      | 10 Gaddefors 9 Minard 8 Gigli, Hasbrouck |
| Green 9                       | Assist     | 5 Poeta                                  |
| Polonara 8                    | Rimbalzi   | 14 Gigli                                 |
| Francesco Vitucci             | Allenatori | Alessandro Finelli                       |

| Arbitri: | Giampaolo Cicoria (Milano) Gianluca Sardella (Rimini) Alessandro Terreni (Vicenza) |

|                                |            |                              |
| Hasbrouck 21 Poeta 15 Smith 15 | Punti      | 19 Dean 12 Brown 11 Spinelli |
| Poeta 4                        | Assist     | 5 Dragović                   |
| Gaddefors, Rocca 6             | Rimbalzi   | 10 Dean                      |
| Luca Bechi                     | Allenatori | Cesare Pancotto              |

| Arbitri: | Gianluca Mattioli (Pesaro) Carmelo Lo Guzzo (Pisa) Gianluca Calbucci (Pomezia) |

|                                    |            |                            |
| Tsaldarīs 19 Mavunga 15 Johnson 15 | Punti      | 22 Gigli 15 Smith 11 Rocca |
| Johnson, Tsaldarīs 3               | Assist     | 4 Imbrò                    |
| Pinkney 12                         | Rimbalzi   | 8 Rocca                    |
| Massimo Cancellieri                | Allenatori | Alessandro Finelli         |

| Arbitri: | Roberto Chiari (Ponzano Veneto) Saverio Lanzarini (Bologna) Denny Borgioni (Roma) |

|                            |            |                                  |
| Gigli 14 Imbrò 13 Rocca 13 | Punti      | 15 Jelovac 13 Gentile 12 Maresca |
| Hasbrouck 6                | Assist     | 2 Gentile                        |
| Gigli 9                    | Rimbalzi   | 8 Akindele                       |
| Luca Bechi                 | Allenatori | Stefano Sacripanti               |

| Arbitri: | Giampaolo Cicoria (Milano) Massimiliano Filippini (San Lazzaro) Lorenzo Baldini (Firenze) |

|                             |            |                                 |
| Pullen 22 Poeta 12 Smith 12 | Punti      | 24 Bell 22 Taylor 13 Cinciarini |
| Poeta 5                     | Assist     | 3 Cinciarini                    |
| Poeta, Smith 7              | Rimbalzi   | 10 Brunner                      |
| Luca Bechi                  | Allenatori | Massimiliano Menetti            |

| Arbitri: | Roberto Chiari (Ponzano Veneto) Emanuele Aronne (Viterbo) Mark Bartoli (Trieste) |

|                            |            |                                       |
| Goss 23 Datome 20 Lawal 18 | Punti      | 14 Hasbrouck 11 Poeta 10 Imbrò, Smith |
| Taylor 3                   | Assist     | 3 Pullen                              |
| Lawal 12                   | Rimbalzi   | 8 Smith                               |
| Marco Calvani              | Allenatori | Luca Bechi                            |

| Arbitri: | Enrico Sabetta (Termoli) Marco Giansanti (Roma) Alessandro Terreni (Vicenza) |

|                              |            |                             |
| Kinsey 18 Mack 17 Barbour 16 | Punti      | 34 Pullen 16 Gigli 16 Smith |
| Crosariol 3                  | Assist     | 1 sette giocatori           |
| Kinsey 8                     | Rimbalzi   | 6 Gigli                     |
| Zare Markovski               | Allenatori | Luca Bechi                  |

| Arbitri: | Carmelo Paternicò (Piazza Armerina) Lorenzo Baldini (Firenze) Massimiliano Duranti (Càscina) |

|                                  |            |                                       |
| Rocca 13 Fontecchio 11 Pullen 11 | Punti      | 16 Zoroski 14 Hubálek 13 Clark, Young |
| Imbrò, Pullen 3                  | Assist     | 3 Szewczyk                            |
| Rocca 11                         | Rimbalzi   | 7 Bowers                              |
| Luca Bechi                       | Allenatori | Andrea Mazzon                         |

| Arbitri: | Roberto Begnis (Crema) Manuel Mazzoni (Grosseto) Evangelista Caiazza (Arzano) |

|                            |            |                             |
| Kangur 18 Brown 15 Moss 14 | Punti      | 12 Pullen 9 Anđušić 7 Poeta |
| Brown 7                    | Assist     | 3 Gaddefors, Imbrò          |
| Kangur 11                  | Rimbalzi   | 10 Gigli                    |
| Luca Banchi                | Allenatori | Luca Bechi                  |

| Arbitri: | Massimiliano Filippini (San Lazzaro) Marco Giansanti (Roma) Luca Weidmann (Campobasso) |

|                               |            |                                       |
| Pullen 38 Poeta 14 Anđušić 14 | Punti      | 30 Thornton 26 T. Diener 24 D. Diener |
| Poeta 5                       | Assist     | 7 T. Diener                           |
| Gigli 7                       | Rimbalzi   | 11 Gordon                             |
| Luca Bechi                    | Allenatori | Romeo Sacchetti                       |

| Arbitri: | Paolo Taurino (Vignola) Dino Seghetti (Livorno) Gianluca Calbucci (Pomezia) |

|                                     |            |                                 |
| Robinson 22 Reynolds 15 Viggiano 13 | Punti      | 34 Pullen 17 Gaddefors 11 Rocca |
| Reynolds 5                          | Assist     | 4 Poeta                         |
| Simmons 7                           | Rimbalzi   | 8 Rocca                         |
| Piero Bucchi                        | Allenatori | Luca Bechi                      |

| Arbitri: | Enrico Sabetta (Termoli) Gabriele Bettini (Bologna) Denny Borgioni (Roma) |

|                                |            |                                 |
| Pullen 22 Poeta 10 Rocca 10    | Punti      | 16 Ragland 15 Aradori 11 Brooks |
| Poeta 7                        | Assist     | 3 Aradori                       |
| Fontecchio, Gaddefors, Rocca 4 | Rimbalzi   | 7 Leunen                        |
| Luca Bechi                     | Allenatori | Andrea Trinchieri               |